# شفاخانه جمهوریت
شفاخانه جمهوریت شفاخانه‌ای دولتی است که در محله شهرنو کابل نزدیک کاخ ریاست‌جمهوری افغانستان و مسجد عبدالرحمن واقع شده است. این شفاخانه یک ساختمان ۱۰ طبقه است که در سال ۲۰۰۴ توسط مهندسان چینی و کارگرانی از افغانستان ساخته شد و ظرفیت پذیرش ۳۵۰ بیمار را دارد.
آژانس خبری پژواک در سال ۲۰۱۱  گزارش داد که شبکه توسعه آقاخان مسئول اداره شفاخانه خواهد بود.